# Army Men: Omega Soldier
Army Men: Omega Soldier (Army Men: Green Rogue) est un jeu vidéo de tir à la troisième personne développé et édité par The 3DO Company, sorti en 2001 sur PlayStation et PlayStation 2.

## Accueil
- Jeuxvideo.com : 6/20 (PS1)[1] - 11/20 (PS2)[2]